# 訃報 2001年
訃報 2001年（ふほう 2001ねん）は、2001年（平成13年）中に物故した人物をまとめたものである。詳細は月別訃報記事を参照のこと。

## 月別の訃報記事一覧
- 訃報 2001年1月
- 訃報 2001年2月
- 訃報 2001年3月
- 訃報 2001年4月
- 訃報 2001年5月
- 訃報 2001年6月
- 訃報 2001年7月
- 訃報 2001年8月
- 訃報 2001年9月
- 訃報 2001年10月
- 訃報 2001年11月
- 訃報 2001年12月

## 関連書籍
- 『現代物故者事典（2000 - 2002）』日外アソシエーツ、2003年3月25日。ISBN 978-4-8169-1769-1。